# Iconis
|  | No s'ha de confondre amb Conis. |

Els iconis (llatí: Iconii) foren un poble celta alpí. Estrabó els esmenta sobre els cavars (cavares), junt amb els mèduls (peduli), voconcis i tricoris. A un altre passatge indica que a les muntanyes més altes vivien els medali o meduli que probablement són els pedulis (els iconis són anomenats en aquest segon passatge com a siconii). Com que els cavars vivien a la part oriental del Roine entre el Durance i l'Isère, i a l'orient tenien als voconcis, els tricoris i iconis estaven entre aquest darrers i les muntanyes més altes.